# Вирсен, Карл Давид аф
Карл Давид аф Вирсе́н (швед. Carl David af Wirsén; 9 декабря 1842 — 12 июня 1912) — шведский поэт, литературный критик, постоянный секретарь Шведской академии в 1884—1912 годах.
С 1870 г. преподавал в старейшей Кафедральной школе в Уппсале, затем с 1876 г. заведовал библиотекой в Гётеборгском музее. Одновременно с этим широко публиковался в шведских газетах как критик крайне консервативного направления, выступая с резко негативными оценками таких авторов, как Генрик Ибсен, Август Стриндберг. В 1879 году был избран в Шведскую академию, в связи с чем вскоре переехал в Стокгольм. Заняв место постоянного секретаря Шведской академии, вёл, в частности, работу над изданием Академического словаря — однако в коллективе учёных, работавших над словарём, возобладала противоположная вирсеновской позиция: были указаны современные произносительные нормы вместо традиционных. В поздние годы Вирсен был ответственным за литературную номинацию Нобелевской премии и в этом качестве также выступал с весьма консервативных позиций: например, он заблокировал кандидатуру Льва Толстого, заявив, что последний «осудил все формы цивилизации и настаивал взамен их принять примитивный образ жизни, оторванный от всех установлений высокой культуры… Всякого, кто столкнется с такой косной жестокостью по отношению к любым формам цивилизации, одолеет сомнение. Никто не станет солидаризироваться с такими взглядами»; долгое время Вирсен препятствовал нобелевскому признанию Сельмы Лагерлёф.
Как поэт Вирсен дебютировал в 1861 году в студенческом сборнике, первый сборник стихотворений выпустил в 1876 году, за ним последовали ещё шесть. П. Г. Ганзен в Энциклопедии Брокгауза и Ефрона выделял из книг Вирсена сборник «Песни и картины» (швед. Sånger och bilder; 1884), «замечательный по красоте формы и искренно религиозному содержанию», указывая, что у Вирсена «тон поэзии в целом мягкий, элегический, но некоторые из его стихотворений, написанные на высокие темы, блещут силой и выразительностью красок». Помимо стихов Вирсен опубликовал отдельными изданиями биографии ряда известных шведов — физика Андерса Ангстрема, поэтов К. В. Бёттигера, Ф. М. Франсена, К. А. Никандера и др.